# Société Française de Neurologie
Die Société Française de Neurologie (SFN) ist eine medizinische Fachgesellschaft für Neurologie mit Sitz in Paris.
Sie wurde 1899 in Paris als Société de Neurologie de Paris gegründet; Gründungspräsident war Alix Joffroy. 1949 erfolgte die Umfirmierung zur Société Française de Neurologie. Sie ist eine Partnerorganisation der Journées de Neurologie de Langue Française (JNLF). Sie ist Herausgeberin der Lettre de la Société française de Neurologie und der Revue Neurologique.